# Naturschutzgebiet Kulturlandschaftskomplex Nordenau
Das Naturschutzgebiet Kulturlandschaftskomplex Nordenau mit einer Größe von 7,6 ha liegt östlich von Nordenau Stadtgebiet von Schmallenberg. Das Gebiet wurde 2008 mit dem Landschaftsplan Schmallenberg Südost durch den Hochsauerlandkreis als Naturschutzgebiet (NSG) ausgewiesen. 

## Gebietsbeschreibung
Beim NSG handelt es sich ost- und südexponierten Hänge des Nesselbachtales mit Grünland. Beim Grünland handelt es sich um Magergrünland. Auch Bereiche mit Borstgrasrasen finden sich im NSG. Ferner gehören zwei Quellen in einem Feldgehölz mit Schwarz-Erlen zum Gebiet. Im NSG kommen seltene Tier- und Pflanzenarten vor.

## Pflanzenarten im NSG
Im NSG kommen seltene Pflanzenarten vor. Auswahl vom Landesamt für Natur, Umwelt und Verbraucherschutz Nordrhein-Westfalen dokumentierter Pflanzenarten: Acker-Witwenblume, Ährige Teufelskralle, Arnika, Bachbunge, Bärlauch, Berg-Platterbse, Besenheide, Bitteres Schaumkraut, Blutwurz, Borstgras, Breitblättriger Thymian, Dreizahn, Färber-Ginster, Geflecktes Knabenkraut, Gewöhnliche Kreuzblume, Gewöhnliches Ferkelkraut, Gras-Sternmiere, Großer Wiesenknopf, Großes Hexenkraut, Hain-Gilbweiderich, Harzer Labkraut, Hasenpfoten-Segge, Heidelbeere, Hunds-Veilchen, Kleine Bibernelle, Kleiner Baldrian, Kleiner Sauerampfer, Kleines Habichtskraut, Magerwiesen-Margerite, Salbei-Gamander, Scharfer Hahnenfuß, Schlangen-Knöterich, Spitzlappiger Frauenmantel, Sumpf-Dotterblume, Sumpf-Pippau, Sumpf-Vergissmeinnicht, Teufelsabbiss, Wald-Ehrenpreis, Wiesen-Bocksbart, Wiesen-Flockenblume, Winkel-Segge und Wolliges Honiggras.

## Schutzzweck
Das NSG soll den Grünlandbereich mit seinem Arteninventar schützen.
Wie bei allen Naturschutzgebieten in Deutschland wurde in der Schutzausweisung darauf hingewiesen, dass das Gebiet „wegen der Seltenheit, besonderen Eigenart und Schönheit des Gebietes“ zum Naturschutzgebiet wurde.